# Xenophanes tryxus
Xenophanes tryxus är en fjärilsart som beskrevs av Stoll 1780. Xenophanes tryxus ingår i släktet Xenophanes och familjen tjockhuvuden. Inga underarter finns listade i Catalogue of Life.

## Bildgalleri

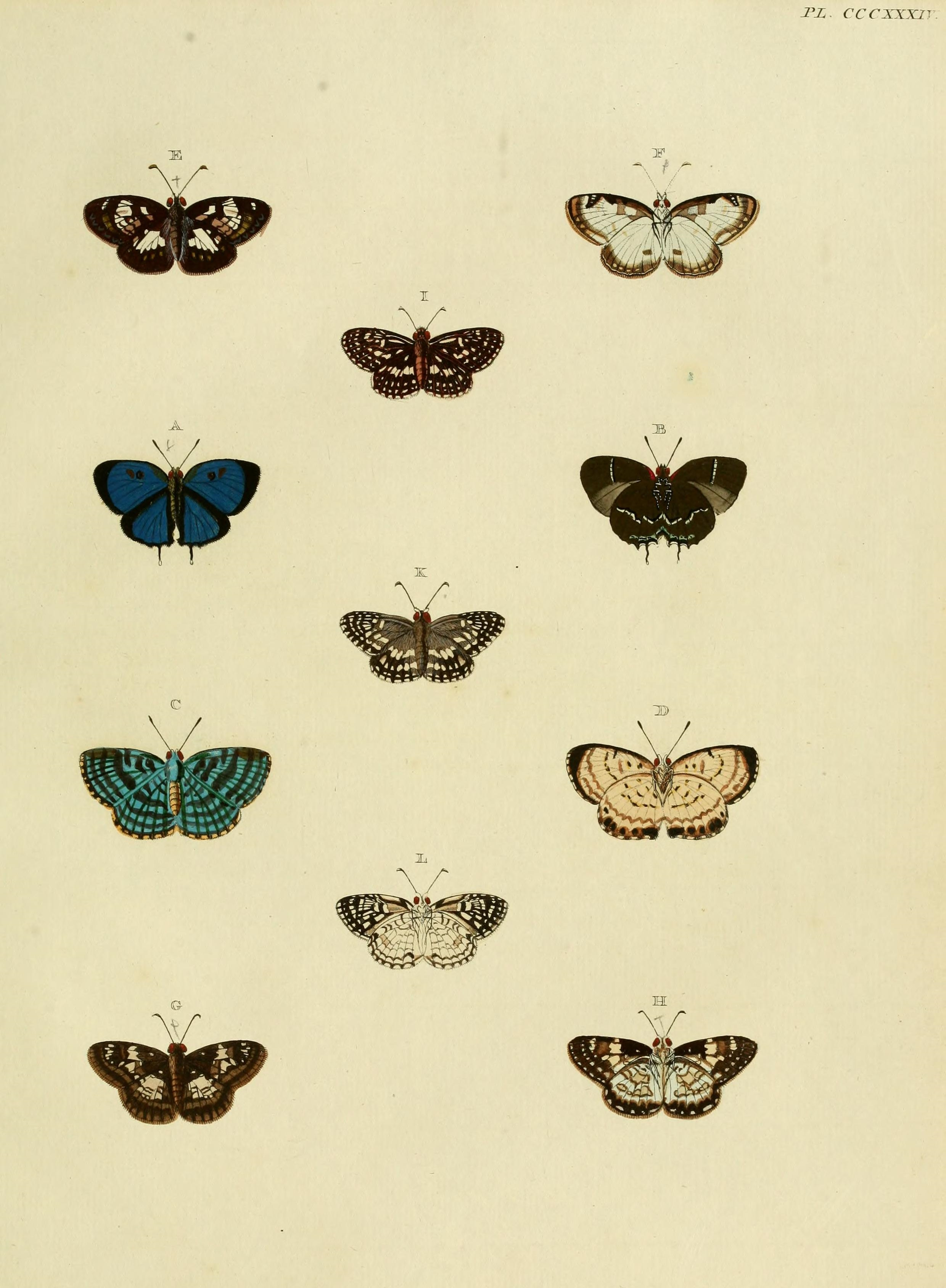